# Torre de Barcelos
La torre de Barcelos o torre do Cimo da Vila, que recibe también los nombres de torre de la puerta, de la puerta nueva, del postigo de la muralla y de la prisión es una construcción situada en Barcelos, en el norte de Portugal. Es monumento nacional desde 1926.
Fue la antigua torre del homenaje de la población y la única en pie de las tres que formaron parte de la muralla de su muralla. Inicialmente sirvió como residencia del alcalde. Se usó como prisión desde el siglo XVII hasta 1932, fecha en la que pasó a ser museo arqueológico. Actualmente alberga el centro de artesanía de Barcelos.
La torre tiene planta cuadrangular y paredes de sillares de granito, que en el alzado norte llegan a tener dos metros de espesor.